# Calyptommatus
Calyptommatus é um gênero de lagartos da família Gymnophthalmidae. São répteis muito pequenos, ovíparos e de hábitos diurnos. Não possuem membros anteriores, e os posteriores são atrofiados. As espécies desse gênero são encontradas no Brasil. 

## Lista de espécies
Segundo o TIGR :
- Calyptommatus confusionibus (Rodrigues, Zaher & Curcio, 2001)
- Calyptommatus leiolepis (Rodrigues, 1991)
- Calyptommatus nicterus (Rodrigues, 1991)
- Calyptommatus sinebrachiatus (Rodrigues, 1991)
- Calyptommatus frontalis (De Castro, 2022)[1]